# 穂高岳山荘

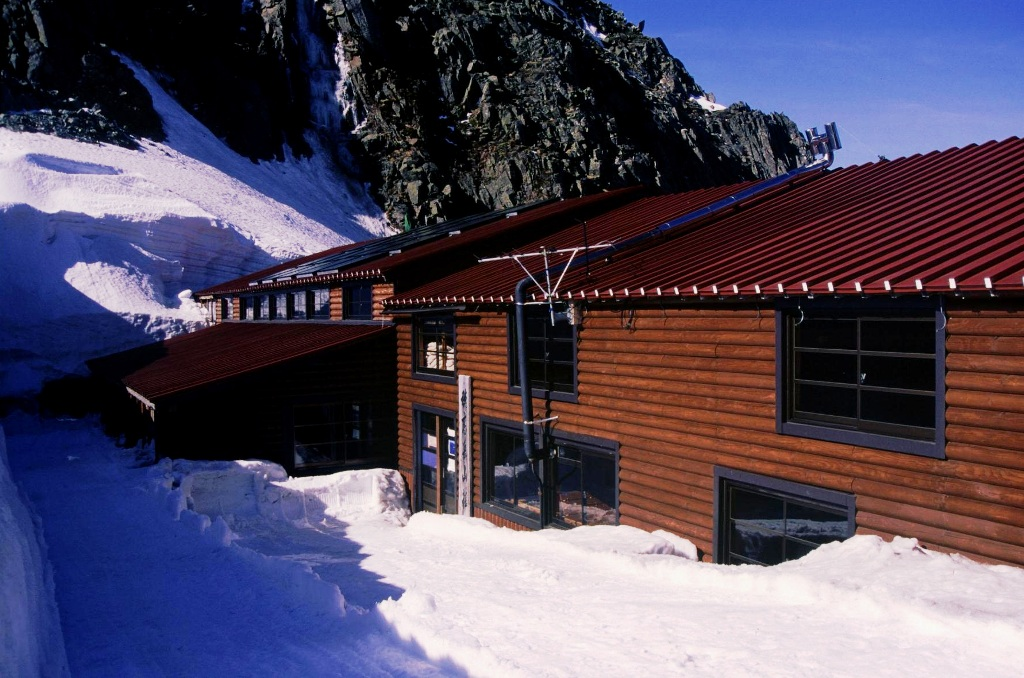
残雪期の穂高岳山荘

穂高岳山荘（ほたかだけさんそう）は、北アルプス主稜線上、穂高岳にある山小屋。主峰の奥穂高岳と涸沢岳の鞍部の白出乗越（コル）に建っている。大正13年（1924年）創立の小屋。

## 沿革
- 1924年（大正13年） - 今田重太郎により、前身の『穂高小屋』（収容20人）が建設される[1]。
- 1927年（昭和2年）8月 - 秩父宮御一行が槍ヶ岳縦走の折に宿泊。
- 1929年（昭和4年） - 飛騨側棟を増築。
- 1930年（昭和5年） - 信州側棟を増築。奥穂高岳山頂に小さな神社を祀った。
- 1951年（昭和26年） - 上高地から穂高岳への登山道である『重太郎新道』が完成。前穂高岳の取付への『紀美子平』は娘の名前が由来となっている[2]。
- 1957年（昭和32年） - 登山者の増加に合わせて大改築（収容100人）。
- 1958年（昭和33年） - 現在の『穂高岳山荘』へ改名。
- 1961年（昭和36年） - 涸沢岳大雪渓に水源地から山小屋への導水を行い、『天命水』と命名。
- 1964年（昭和39年） - ヘリコプターによる物資の輸送を導入。
- 1965年（昭和40年） - 今田重太郎の息子の英雄が経営に参加。
- 1967年（昭和42年） - 「有限会社穂高岳山荘」設立。
- 1986年（昭和61年） - オーディオスペース（音楽鑑賞部屋）を改築。
- 1993年（平成5年）8月 - 創業者の今田重太郎が死去。
- 2008年（平成20年） - 前身の『穂高小屋』から数えて85周年を迎える。これを記念し、山岳写真家の内田修が『天空の輝き』を出版。
- 2018年（平成30年） - 当時の支配人であった宮田八郎が南伊豆でのカヤック事故により死去。

## 小屋のデータ

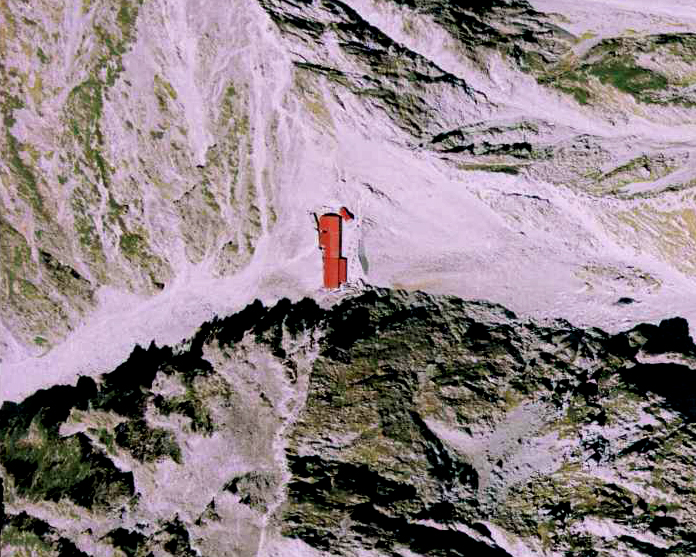
穂高岳山荘周辺の空中写真。
山荘（赤い屋根）の東側（右側）が長野県、西側（左側）が岐阜県。
1977年9月18日撮影。。

※2017年（平成29年）4月現在

### 営業期間
- 4/28 - 11/4　2013年（平成25年度）

### 主な施設
- 客室・個室・食堂・トイレ・外部トイレ・洗面所・乾燥室・図書室・冬期避難小屋（夏山診療所）・ライブカメラなどがある。
- 喫茶（食堂と土間）で宿泊者以外もコーヒーや軽食が飲食できる。
- 飲料水 涸沢岳の融雪水又はペットボトルのミネラルウォーターを入手することができる。
- 夏山診療所 岐阜大学医学部奥穂高夏山診療所（7月20日 - 8月20日）がある。
- 岐阜県警山岳警備隊が、一部期間中、常駐する
- 一般利用者向けの入浴施設はない。

## 周辺の山小屋
- 涸沢ヒュッテ
- 涸沢小屋
- 北穂高小屋
- 岳沢小屋
- 穂高平小屋
- 西穂山荘